# Heinrich Kayser
Pour les articles homonymes, voir Kayser.
Heinrich Gustav Johannes Kayser (membre de la Royal Society) (en allemand : [ˈkaɪzɐ], né le 16 mars 1853 et mort le 14 octobre 1940, est un physicien et un spectroscopiste allemand,.

## Biographie
Kayser est né à Bingen am Rhein. Les premiers travaux de Kayser portent sur les caractéristiques de l'onde acoustique. Il découvre la présence d'hélium dans l'atmosphère terrestre en 1868 pendant une éclipse solaire lorsqu'il a détecté une nouvelle ligne spectrale dans le spectre solaire. En 1881, Kayser invente le mot "adsorption". Avec Carl Runge, il a examiné les spectres des éléments chimiques,,. En 1905, il écrit un article sur la théorie des électrons.
L'unité kayser, associée au nombre d'onde, du système d'unités Centimètre gramme seconde porte son nom. Il est mort à Bonn en 1940.

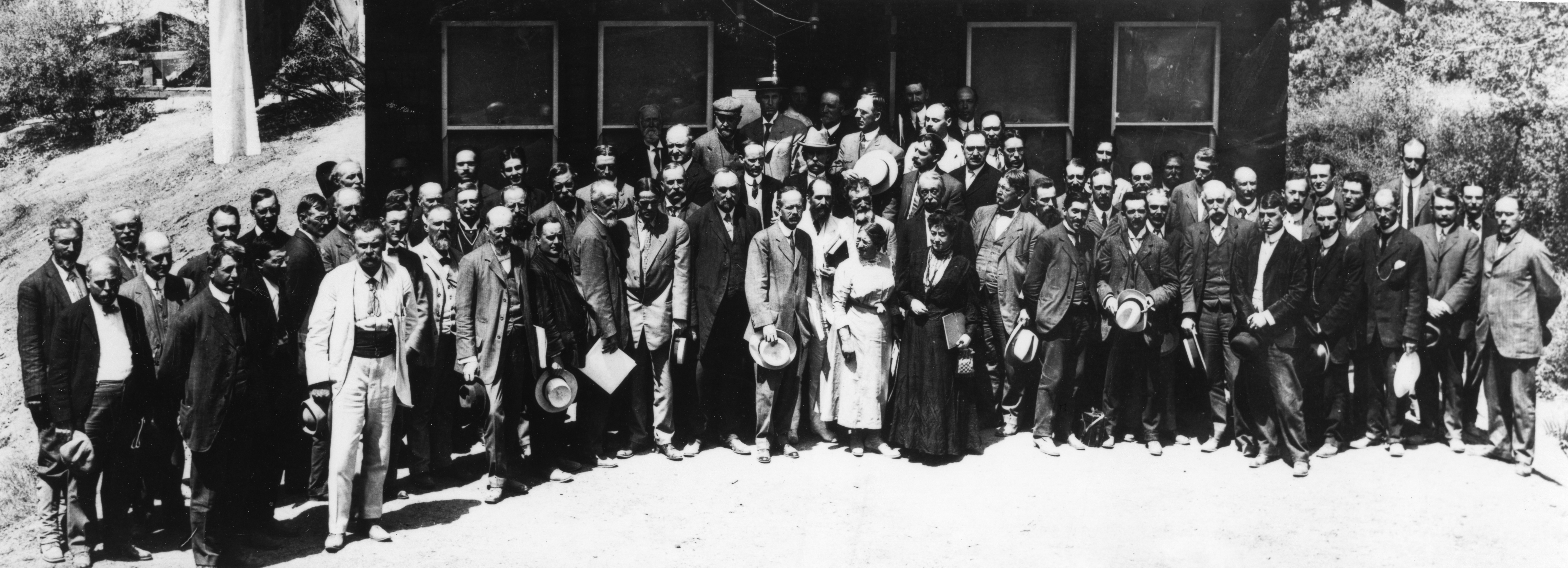
Kayser à la quatrième conférence de l'Union internationale de coopération en recherche solaire à l'Observatoire du Mont Wilson, 1910

## Œuvres
- Lehrbuch der Physik für Studierende . Enke, Stuttgart 3rd ed. 1900 Digital edition by the University and State Library Düsseldorf